# Alfred von Görtz-Wrisberg
Alfred von Görtz-Wrisberg, in den USA Alfred G. Wrisberg und Alfred Wriesberg (* 16. Februar 1814 in Hildesheim; † 29. Dezember 1868 in Dubuque, Iowa, USA), war ein deutscher Offizier und Politiker. Während der Revolution 1848/1849 wirkte er als Militärkommandant von Freiburg im Breisgau und Koblenz. Nach dem Scheitern der Revolution emigrierte er zunächst in die Schweiz und dann als sogenannter Forty-Eighter in die USA.

## Leben
Alfred von Görtz-Wrisberg stammte aus dem Geschlecht der Reichsgrafen von Schlitz genannt von Görtz; sein Bruder war der spätere braunschweigische Staatsminister Hermann von Görtz-Wrisberg. Über seine Jugendzeit und die frühen Erwachsenenjahre ist bisher nur wenig bekannt. Er schlug die Offizierslaufbahn ein und war vor der 1848er-Revolution zuletzt preußischer Premierleutnant und Adjutant.
1849 war er am Aufstand in Baden beteiligt und wurde Militärkommandant in Freiburg im Breisgau und in Konstanz.
Nach dem Scheitern der Revolution flüchtete er im Juli 1849 zunächst in die Schweiz. Er emigrierte dann in die USA, wo er ab 1851 (?) verschiedene berufliche Tätigkeiten ausübte und in Monroe (Wisconsin) lebte. Zeitweilig war er Town Clerk im benachbarten Clarno.
Zu Beginn des amerikanischen Bürgerkriegs 1861/62 war er Oberstleutnant im 9. Freiwilligen-Infanterie-Regiment von Wisconsin, 1865 wurde er Captain im 2. Infanterie-Regiment von Iowa.
Nach Kriegsende 1865 ließ er sich in Dubuque in Iowa nieder und eröffnete dort eine Privatschule. Im Herbst 1868 wurde er zum Friedensrichter gewählt. Im Dezember des gleichen Jahres endete sein Leben durch Suizid.
Alfred von Görtz-Wrisberg war mit der Sängerin Antonie Leißring (1815–1862) verheiratet.